# Ясень (Жарський повіт)
Ясень (пол. Jasień, нім. Gassen) — місто в західній Польщі, на річці Любша.
Належить до Жарського повіту Любуського воєводства.

## Демографія
Демографічна структура станом на 31 березня 2011 року:
|          | Загалом | Допрацездатний вік | Працездатний вік | Постпрацездатний вік |
| -------- | ------- | ------------------ | ---------------- | -------------------- |
| Чоловіки | 2253    | 445                | 1603             | 205                  |
| Жінки    | 2262    | 403                | 1358             | 501                  |
| Разом    | 4515    | 848                | 2961             | 706                  |